# Juncus holoschoenus
Juncus holoschoenus är en tågväxtart som beskrevs av Robert Brown. Juncus holoschoenus ingår i släktet tåg, och familjen tågväxter. Inga underarter finns listade i Catalogue of Life.